# Рангпур (область)
Рангпур (бенг. রংপুর বিভাগ) — область Бангладеш, расположена на севере государства. Административный центр — город Рангпур.

## История
26 января 2010 года правительство Бангладеш объявило о создании седьмой области — Рангпур. Область состоит из восьми округов, которые раньше входили в состав Раджшахи.

## Население
Общая численность населения области Рангпур составляет 15 787 758 человек (2011).

## Округа
- Гайбандха
- Динаджпур
- Куриграм
- Лалмонирхат
- Нилпхамари
- Панчагарх
- Рангпур
- Тхакургаон